# National Museums Liverpool
National Museums Liverpool ist ein Verbund von sieben Museen der Merseyside. Er wurde 1986 als National Museums and Galleries on Merseyside zur Zusammenarbeit von Institutionen am Mersey gegründet und 2003 umbenannt in die heutige Bezeichnung.
Der Verbund umfasst die folgende Museen:
- Internationales Sklavereimuseum
- Lady Lever Art Gallery (im Port Sunlight Village in Bebington)
- Merseyside Maritime Museum
- Museum of Liverpool
- Sudley House
- Walker Art Gallery
- World Museum (bis 2005 das Liverpool Museum)